# Línia 7 (Regional País Valencià)
La línia 50 de Mitjana Distància és un servei regional de ferrocarril convencional. Coneguda popularment com València-Castelló de la Plana-Vinaròs-Tortosa, és una de les set línies de Mitjana Distància del País Valencià, operada per Renfe. El seu trajecte habitual circula entre València Nord i Tortosa. Anteriorment era denominada com linia L7.